# Churk
Churk är en ort i Indien.   Den ligger i delstaten Uttar Pradesh, i den centrala delen av landet, 700 km sydost om huvudstaden New Delhi. Churk ligger 317 meter över havet och antalet invånare är 8 685.
Terrängen runt Churk är huvudsakligen platt, men söderut är den kuperad. Runt Churk är det ganska tätbefolkat, med 239 invånare per kvadratkilometer. Närmaste större samhälle är Robertsganj, 6,2 km nordväst om Churk. I omgivningarna runt Churk växer huvudsakligen savannskog.